# Harriette Beanland
Harriette Beanland est une ouvrière textile et suffragiste britannique.

## Biographie
Originaire de Nelson dans le Lancashire, Harriette Mary Beanland travaille comme ouvrière textile. Elle est membre du Parti travailliste indépendant britannique ou Independant Labour Party (ILP). Nommée Poor Law Guardian pour la ville de Nelson, elle travaille à l’application des Poor Laws (« Lois sur les indigents ») qui se réfèrent à l'allocation d'une aide financière pour les plus pauvres en Angleterre et dans le reste du Royaume-Uni entre les XVIe et XIXe siècles. 
En 1906, Harriette Beanland signe le manifeste du parti travailliste indépendant en faveur du suffrage féminin. Elle rejoint la Nelson & Clitheroe Suffrage Society aux côtés de Mary Atkinson et Margaret Aldersley, tout comme la National Industrial and Professional Women’s Suffrage Society.
En 1913, Harriet Beanland, devient secrétaire de la succursale de la Women's Labour League à Nelson, et cela pendant un an jusqu'à sa dissolution. 
Dès 1914 et le début de la Première Guerre mondiale, certaines suffragettes de la  Women's Social and Political Union (WSPU), quittent le mouvement en désaccord avec le soutien affiché aux combats. Une semaine après le début de la guerre, Harriette Beanland envoie une lettre furieuse au Nelson Leader dénonçant : « Cela donne l’impression erronée que des pays sont en guerre les uns contre les autres. Ils ne le sont pas. Leurs gouvernements, composés d'hommes uniquement responsables devant les hommes de chaque pays et soutenus par la majorité des hommes, ont pris la guerre en fièvre et se sont déclaré la guerre. Les femmes de tous ces pays n'ont pas été consultées pour savoir si elles  souhaitaient cette… Si eux (les hommes) excluent délibérément les femmes, le sexe épris de paix, les sentiments et les prières ne serviront à rien pour empêcher les hostilités. Bien à vous, etc…. H.M. Beanland ».